# جيني (يوم الجمعة الثالث عشر)
جيني فيلد هي شخصية خيالية ظهرت في فيلم يوم الجمعة ال 13، جسدتها الممثلة أيمي ستيل. تم تقديمها في الجزء الثاني من يوم الجمعة الثالث عشر في عام 1981، وهي طبيبة نفسية طموحة تم تعيينها كمساعدة لبول هولت في باكاناك لودج، حيث يُخطط بول لتحويله إلى مركز تدريب مستشار يقع بالقرب من المخيم سيء السمعة. بحيرة الكريستال. جيني، التي تعتقد أن أسطورة جايسون فورهيس هي أكثر من مجرد أسطورة، ستواجه قريبًا القاتل المنتقم، وتدرك أنها يجب أن تتعمق في نفسيته إذا أرادت البقاء على قيد الحياة.
في فيلم الجمعة الثالث عشر الجزء الثالث (1982)، كان من المفترض أن يكون دور جيني في الفيلم مشابهًا لوري ستراود في عيد الهالوين الثاني (1981) مع متابعة جيني في مستشفى للأمراض العقلية من قبل فورهيس مثلما تولى مايكل مايرز سترود في المستشفى. ومع ذلك، خافت شركة ستيل من أن تكون مادة مطبوعه وتقليد، وفي النهاية رفضت العرض لإعادة تمثيل دورها. ثم ظهرت في يوم الجمعة في 13: الفصل الأخير (1984) من خلال لقطات أرشيفية.
وتظهر أيضًا في فيلم الجمعة الثالث عشر الكون الموسع (سلسلة أفلام)، حيث تظهر في الرواية والاعمال التجارية القائمة على الأفلام. يعتبر بعض العلماء جيني كمثال على النموذج الأصلي «الفتاة الأخيرة».

## في الفيلم
في فيلم الجمعة 13 الجزء 2، جيني هي طبيبة نفسية، بول هولت هو صديقها الطفل الطموح، وصلت إلى كريستال ليك في وقت متأخر للتدريب. في نار المخيم في تلك الليلة، أخبر بول مستشاري المخيم أسطورة جايسون فورهيس واختفاء أليس التي حدث بعد أشهر من زعم جايسون أن أمه مقطوعة الرأس، لإخافة المستشارين الآخرين من دخول بحيرة كامب كريستال. في وقت لاحق، يقدم لهم بول رحلة إلى المدينة القادمة، ولكن فقط جيني وتيد تقبل عرضه. في حانة، تعترف جيني بأنها تأخذ أسطورة «كامب بلم» على محمل الجد. تتعاطف مع جايسون فورهيس، بسبب طفولته الصادمة، وتعتقد أن أساطيره تشاهد أليس قطع رأس أمه. في هذه الأثناء، يبدأ جيسون بقتل جميع المستشارين. عندما تعود جيني وبول، تعتقد أن شيئًا ما خطأ. سرعان ما أجبرت جيني على القتال من أجل حياتها. بعد أن ضرب جيسون بولس، أصبحت جيني هدفه الجديد. بعد هرب جيسون مرات عديدة ومقاومته، يعثر على جيني عبر كوخ جيسون في الغابة، ويجد مزارًا لبيلا فورهيس. وهي تضع سترة قديمة، تنتمي إلى باميلا، في محاولة لإقناع جيسون فورهيس بأنها أمه. جيسون يثق بها، وهي تتمكن من تهدئته قبل أن يلاحظ رأس أمه خلف جيني. ثم يقطع ساق جيني تماماً ثم يأتي بولس. بينما يستعد جايسون لقتل بول، تصعد جيني خلف جيسون وتدفع منجل إلى كتفه. في نهاية الفيلم، يُنظر إلى جيني وهو ينحني بعيدًا في نقالة، ويصرخ من أجل بولس، غير معروف مصيره.
تم تصوير فيلم الجمعة 13 الجزء الثالث مباشرة بعد الفيلم الثاني، مع جيني فيلد أظهرت تم سحبها للنطاق خلال تقرير إخباري بتفاصيل العذاب التي نجت منها. في الأصل، كان من المقرر أن تعود جيني كشخصية رئيسية في الجزء الثالث، لكن إيمي ستيل كانت تخشى أن تكون تكرار وقررت رسميًا عدم العودة عندما أقنعها وكيلها في ذلك الوقت برفض العرض. كان دورها في الفيلم مشابهًا لدور لوري سترودي في فيلم الهالوين الثاني (1981). ووفقًا لكيلي كوندا، «أراد المدير ستيف مينير ومارتن كيتيرسر، المشرف على النص للجزء الأول والثاني والكاتب المشارك في الجزء الثالث، أن تذهب جيني إلى مستشفى عقلية كنتيجة لصدمتها بعد الجزء الثاني. للوصول لتسوية ثأره ضدها، أسفر ذلك عن مقتل الحراس، أو الأطباء، أو المرضى الذين اعترضوا طريقة.» ومع ذلك، سرعان ما أصبح المنتجون متشككين في الفكرة وتخلوا عنها في نهاية المطاف عندما رفضت شركة ستيل رسميًا العودة.

## الفتاة الأخيرة
غالبًا ما كان يُنظر إلى شخصية جيني فيلد في فيلم يوم الجمعة الثالث عشر الجزء الثاني كمثال مجازي على هذا النوع. في كتابه فزع الاختلاف: النوع الاجتماعي وسينما الرعب، ذكر باري كيث جرانت «أن جيني تُطبق، بشكل مُؤقت، الدور الاستبدادي للسيدة فورهيس من أجل البقاء». على الرغم من أن الظروف تستدعي ذلك، فإنها تستخدم بوضوح إستراتيجية أعدائها لتُصبح أمًا ذكورية بنفسها. ويطرح هذا الموقف، في الحقيقة، تسائلًا عن الصورة الإيجابية للفتاة الأخيرة. وأطلق عليها كيث جرانت غير المُظفرة، عندما نادت صديقها في نهاية الفيلم قائلةً أن ذلك تم بطريقة غير مُستقلة. يُشير جون كينيث موير إلى جيني في سينما الرعب في الثمانينيات: المجلد الأول، قائلاً «لعبت إيمي ستيل دور جيني، بطلتنا وبنتنا الأخيرة، والشخص الوحيد الذي يبدو حذرًا من الخطر القريب. إنها أكثر ذكاءً من أليس، وتكاد تتفوق حتى على لوري سترود أثناء نهاية الفيلم المتوترة، حيث تتنكر، بجرأة، كأم جاسون الميتة  وتبدأ في إصدار الأوامر الناقدة نحو القاتل المُتسلسل المُرتبك». وفي كتابه دية النفس: قصة تاريخ أول سلسلة أفلام سلاشر لفتاة مراهقة، قال ريتشارد نويل: «إن التحول في توصيف القيادات النسائية كان أيضًا بوقًا أثناء دخول جيني واثق النفس في فيلم يوم الجمعة الثالث عشر الجزء الثاني. حيث قام صانعو السينما سابقًا بتقديم أليس وهي ترتدي سروالًا جينزًا من قماش الدنيم مع قميص الحطاب عديم الشكل مع تتابع تقليدي جذاب يعكس التآلف والدمج بين الصفات الذكورية مع السمات الأنثوية، فيما تتواجد جيني في فولكس فاغن بيتل، مُرتدية تنورة فوشيا وقميص قصير. يُثير تبني جيني لاستراتيجية الوحش، في الجزء الثاني، تساؤلات عما إذا كانت صورة الفتاة الأخيرة إيجابية في الواقع كليًا».